# عجلة اتزان

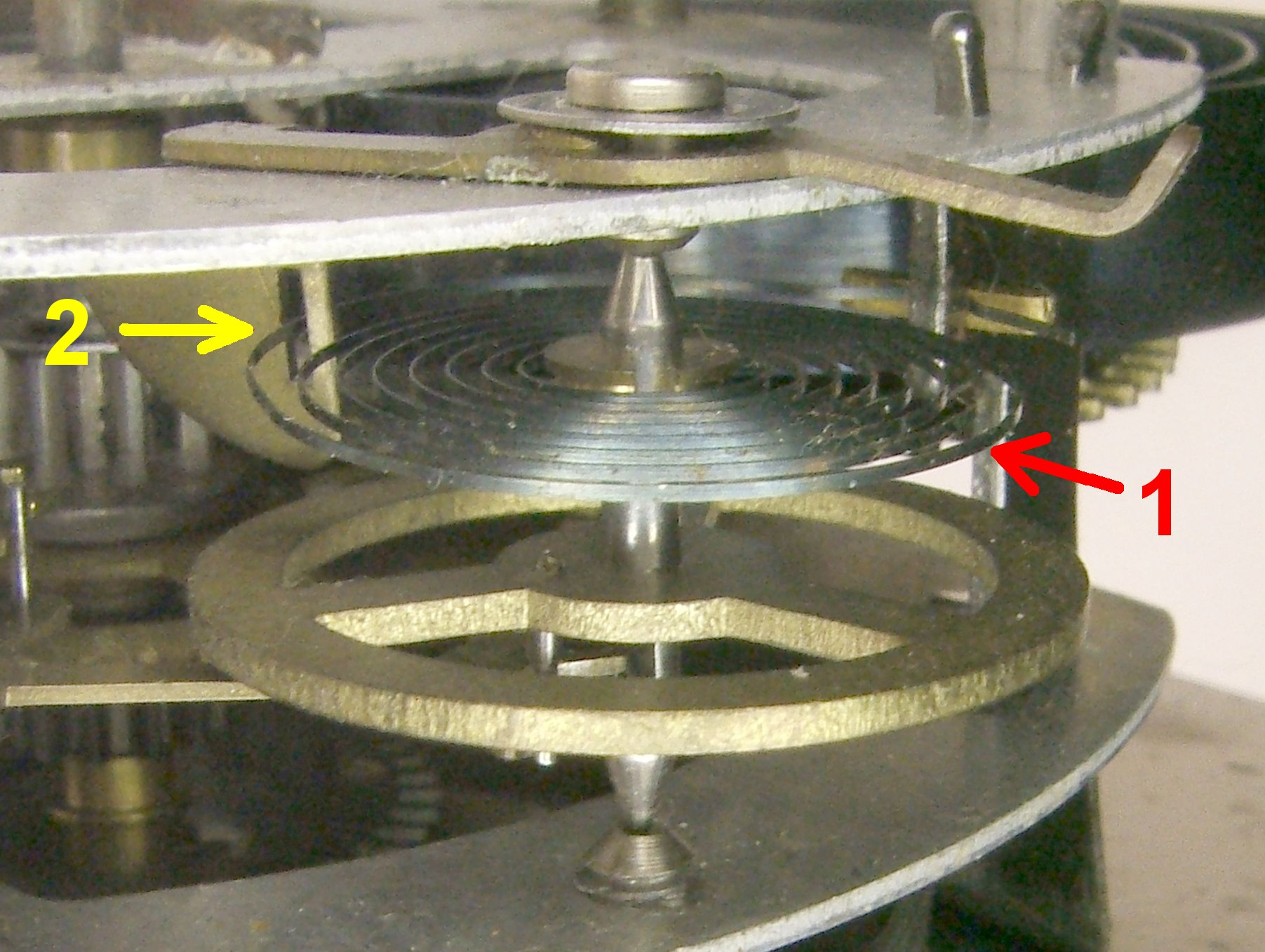
عجلة الاتزان في ساعة تعود للخمسينيات، ويظهر بالصورة (1) عجلة الاتزان (2) منظم الحركة.

عجلة الاتزان (الجمع: عَجَلَات الاتِزَان) هي إحدى الأجزاء المستخدمة في الساعات الميكانيكية، وهي تشبه الرقاص في الساعات البندولية.
تدور العجلة أمامًا وخلفًا، ويحافظ نابض حلزوني أو نابض شعري على ارتدادها إلى مركزها. يُحرك العجلة ميزان الساعة، الذي يحول الحركة الدائرية إلى نبضات تنتقل إلى عجلة الاتزان. كل أرجحة للعجلة تدفع التروس المتقاطرة للأمام. يعمل وزن عجلة الاتزان ومرونة النابض على المحافظة على ثبات الزمن بين كل ذبذبة والذبذبة التالية لها.